# Зобнин, Юрий Владимирович
Юрий Владимирович Зобни́н (25 июня 1966, Ленинград — 13 июля 2016, Санкт-Петербург) — российский учёный, филолог, литературовед, педагог, исследователь литературы Серебряного века, специалист по творчеству Николая Гумилёва и автор первой российской биографии Дмитрия Мережковского.

## Биография
Родился в семье доцента Технологического института В. В. Зобнина. Интерес к русской истории и словесности Юрий Зобнин проявлял уже во время обучения в ленинградской средней школе № 386 в 1973—1983 годах: неоднократно участвовал и побеждал в городских филологических конкурсах и олимпиадах. После школы поступил на филологический факультет ЛГУ. В университетские годы (1983—1988), занимаясь в семинаре Л. А. Иезуитовой, увлёкся изучением творчества Н. С. Гумилёва, подготовил одну из первых в СССР публикаций его стихов и поэм в газете «Ленинградский университет». Окончив филологический факультет ЛГУ, Юрий Зобнин поступил в аспирантуру ИРЛИ (Пушкинского Дома) и в 1992 году защитил первую в России диссертацию о Гумилёве. В том же году начал читать лекции о русской литературе конца XIX — начала XX веков на филологическом факультете и факультете журналистики СПбГУ.

## Профессиональная деятельность
Ю. В. Зобнин стал одним из инициаторов подготовки в ИРЛИ в 1997—2008 полного собрания сочинений Н. С. Гумилёва и ответственным редактором первых 8 томов этого издания, также он участвовал в процессе передачи в Пушкинский Дом архива биографа Гумилёва и Анны Ахматовой П. Н. Лукницкого. Под общей редакцией Юрия Зобнина в ИРЛИ была издана главная книга Лукницкого «Труды и дни Н. С. Гумилёва» (2010).
Ю. В. Зобнин — автор статей и монографий, посвящённых творчеству русских писателей XX века, в том числе — первой российской биографии Д. С. Мережковского в серии ЖЗЛ (2008) и фундаментального историко-литературного очерка «Поэзия белой эмиграции» (2010). Помимо научных трудов в 2000—2010 годах работал над публицистикой и эссе, сотрудничая с «Литературной газетой», журналами «Нева», «Вестник Европы», «Вопросы литературы», «Москва», «Очень UM», «Адреса Петербурга».
В 1993 году по рекомендации Д. С. Лихачёва возглавил в Санкт-Петербургском гуманитарном университете профсоюзов кафедру литературы. В СПбГУП Ю. В. Зобнин провёл две международные конференции «Гумилёвские чтения» (1996, 2006), осуществлял многочисленные новаторские образовательные и научные проекты.
В 1992—1999 читал лекции по литературе на филологическом факультете СПбГУ. В 2002 и 2004 сотрудничал с Бристольским университетом в Великобритании (научные консультации аспирантов, исследовательские программы).
В 2011 году в знак несогласия с ликвидацией в вузе общегуманитарных кафедр покинул СПбГУП.
С 2012 Ю. В. Зобнин сотрудничал в исследовательском проекте «Чтение в библиотеках России» Российской Национальной библиотеки и был профессором кафедры журналистики Санкт-Петербургского Государственного экономического университета, образованного путём объединения трёх крупных петербургских государственных вузов в 2012 году. Кроме того, проводил лекции и экскурсии на темы, касающиеся литературной истории Петербурга, для слушателей курса петербурговедения в «Институте Петербурга».

## «Радиообращение» Мережковского
Большой резонанс в научном сообществе вызвали работа Ю. Зобнина «„Радиообращения“ Мережковского не было (о генезисе одного историко-литературного мифа)», опубликованная в 2007 году в сборнике «Русская история и культура: Статьи. Воспоминания. Эссе», и последовавшая в 2008 году книга «Дмитрий Мережковский: Жизнь и деяния» в серии «Жизнь замечательных людей». В обеих работах Ю. Зобнин доказывает, что обвинения Мережковского в коллаборационизме, связанные с текстом так называемого «радиообращения» «Большевизм и человечество», являются несостоятельными, а сам этот текст — агитационная фальшивка, сфабрикованная из фрагментов эссе Мережковского «Тайна русской революции» (о «Бесах» Достоевского) уже после смерти писателя. Версия Ю. Зобнина подверглась критике со стороны литературоведов, приверженных «классической» версии биографии Мережковского. Тем не менее, развёрнутого и общепринятого опровержения версии Ю. Зобнина не существует.

## Звания и награды
Ю. В. Зобнин — доктор филологических наук (2001), профессор литературы и русского языка (2009).
В 2002 получил почётную грамоту Министерства образования Российской Федерации. В 2004-м — медаль «100 лет Профсоюзам России».
В 2006 Ю. В. Зобнину присвоено звание «Почётный работник высшего профессионального образования Российской Федерации».

## Основные работы
Монографии:
- Николай Гумилёв — поэт Православия. — СПб.: СПбГУП, 2000. — 384 с. — (Новое в гуманитарных науках; Вып. 7)
- Казнь Николая Гумилёва. Разгадка трагедии. — М.: Яуза, 2010. — 224 с.
- Поэзия белой эмиграции. СПб.: СПбГУП, 2010. — 256 с. — (Новое в гуманитарных науках)
- Дмитрий Мережковский: Жизнь и деяния. — М.: Молодая гвардия, 2008. — (Жизнь замечательных людей; Вып. 1291 (1091)).
- Ахматова. Юные годы Царскосельской Музы. — М.; СПб.: Рт-СПб (Центрполиграф), 2016. — ISBN 987-5227-06893-4.

Учебники:
- Литература русского зарубежья (1920—1940): учебник для высших учебных заведений Российской Федерации. — СПб: Филологический факультет СПбГУ, 2011. (глава: «Поэзия „младшего поколения“», c. 739—792).

Статьи, публикации:
- «Заблудившийся трамвай» Н. С. Гумилёва (к проблеме дешифровки идейно-философского содержания текста) // Русская литература. — 1993. — № 4. — С. 176—192.
- Стихи Гумилёва, посвящённые мировой войне 1914—1918 годов (военный цикл) // Николай Гумилёв. Исследования и материалы. Библиография. — СПб.: Наука, 1994. — С. 123—143.
- Странник духа (о судьбе и творчестве Н. С. Гумилёва) // Н. С. Гумилёв: pro et contra. — СПб., 1995. — C. 5—52.
- Воля к балладе (лиро-эпос в акмеистической эстетике Гумилёва) // Гумилёвские чтения. Материалы международной конференции филологов-славистов. Санкт-Петербургский гуманитарный университет профсоюзов и Музей Анны Ахматовой в Фонтанном Доме. 15—17 апреля 1996 г. — СПб.: СПбГУП, 1996. — С. 111—119.
- По ту сторону истины (случай Горького) // Максим Горький: pro et contra. — СПб., 1997. — С. 6—40.
- «…Я взорву на воздух вашу проклятую землю». Фрейдистские мотивы в экспрессионистской эстетике Леонида Николаевича Андреева // Учёные записки факультета культуры. Вып.1. СПб.: СПбГУП, 1999. — С. 62—66.
- Николай Гумилёв — учитель поэзии // Н. Гумилёв, А. Ахматова: По материалам историко-литературной коллекции П. Н. Лукницкого / Институт русской литературы (Пушкинский Дом) РАН; отв. ред. А. И. Павловский. — СПб.: Наука, 2005. — С. 69—90.
- Об издании Полного собрания сочинений Н. С. Гумилёва // Гумилёвские чтения: материалы Международной научной конференции, 14—16 апреля 2006 года. — СПб.: Изд-во СПбГУП, 2006. — C. 327—339.
- «Радиообращения» Мережковского не было (о генезисе одного историко-литературного мифа) // Русская история и культура: Статьи. Воспоминания. Эссе. — СПб.: Наука, 2007. — С. 256—286.
- Корвин-Пиотровский, Гумилёв, парижская нота // Литература русского зарубежья (1920—1940): взгляд из XXI века. Материалы Международной научно-практической конференции. — СПб., 2008. С. 227—236.
- Диалог как форма культурного бытия // Вестник Европы. — № 25. — М., 2009.
- Новое продолжение старых споров: полемика поэтов «парижской ноты» и формистов как продолжение полемики между акмеистами и символистами // Время в поэтике акмеистов. Лион: Научно-исследовательский Центр Славистики Андрэ Лиронделля; Университет Жана Мулена Лион 3, 2010. — С. 169—190.
- Персоны «Серебряного века»: Мария Григорьевна Веселкова-Кильштет (1861—1931) // История и культура: Исследования. Статьи. Публикации. Воспоминания. Вып. 8 (8). — СПб.; Исторический факультет СПбГУ, 2011. — С. 183—228 (соавт. Е. А. Ляшенко).

Редактура, комментарии:
- Н. С. Гумилёв: pro et contra. — СПб., 1995.
- Максим Горький: pro et contra. — СПб., 1997.
- Лихачёв Д. С. Избранные труды по русской и мировой культуре / Сост., ред. Ю. В. Зобнина. — СПб.: Изд-во СПбГУП, 2006. — 416 с.
- Вознесенский А. А. Рубанок носорога: избранные произведения о современной культуре / Научный редактор Ю. В. Зобнин. — СПб: Изд-во СПбГУП, 2008. — 408 с.
- Скатов Н. Н. О культуре / Научный редактор Ю. В. Зобнин. — СПб: Изд-во СПбГУП, 2010. — 416 с.